# Эреди, Бенедетто
Бенедетто Эреди (итал. Benedetto Eredi; 1750, Равенна — после 1815, Флоренция) — итальянский гравёр.

## Биография
Бенедетто Эреди родился в 1750 году в Равенне, затем работал во Флоренции в сотрудничестве с Игнацио Энрико Хагфордом, или Иньяцио Хугфордом (Ignazio Enrico Hugford, 1703—1778), английским живописцем и рисовальщиком, руководителем Академии рисунка во Флоренции, автора почти всех карандашных и акварельных рисунков, из которых созданы триста гравюр «Серии самых выдающихся людей в живописи, скульптуре и архитектуре…».
Позднее Эреди вступил в партнёрство с гравёром Дж. Б. Чекки, образовав «Cecchi & Eredi» — так они подписывали совместно выполненные работы. В этот период великий герцог Тосканы Леопольд II Габсбург-Лотарингский задумал прославить своё герцогство, отдавая предпочтение культурным проектам, в том числе издательским предприятиям, в частности изданиям фолиантов с гравюрами. В 1769 году началась подготовка к публикации серии биографий выдающихся мастеров живописи, скульптуры и архитектуры «с их похвалами и портретами», выгравированными на меди в двенадцати томах: «Серия самых выдающихся людей в живописи, скульптуре и архитектуре с их панегириками и портретами, выгравированными на меди, начиная с первой реставрации до наших дней» (Serie degli uomini i più illustri nella pittura, scultura, e architettura con i loro elogi, e ritratti incisi in rame cominciando dalla sua prima restaurazione fino ai tempi presenti). Многие из 300 портретов этой серии награвированы совместно Эреди и Чекки.
Считается, что Эреди был менее одарён, чем Чекки, но более предприимчив. Их сотрудничество сразу же дало хорошие результаты: друзья сумели создать собственную компанию «не только в качестве граверов, но и в качестве торговцев, ищущих темы для репродукционных гравюр во Флоренции, а также в других итальянских городах».
Между 1804 и 1805 годами Чекки и Эреди награвировали восемь гравюр с изображениями Семи таинств и Распятия по оригиналам Никола Пуссена. Эреди также выгравировал три листа итальянского издания «Путешествие по Верхнему и Нижнему Египту» с рисунков Доминика Вивана-Денона (над которым работал и Чекки), в первом переводе с французского (Флоренция, 1808). Его последней работой, выполненной в сотрудничестве с Эреди, является цикл гравюр к «Житию Папы Пия VII» по рисункам Дж. Пера и Э. Катени.
Точная дата смерти Эреди неизвестна, очевидно после 1815 года (указанная в словаре Тиме-Беккера дата 1812 год ненадежна).

## Галерея

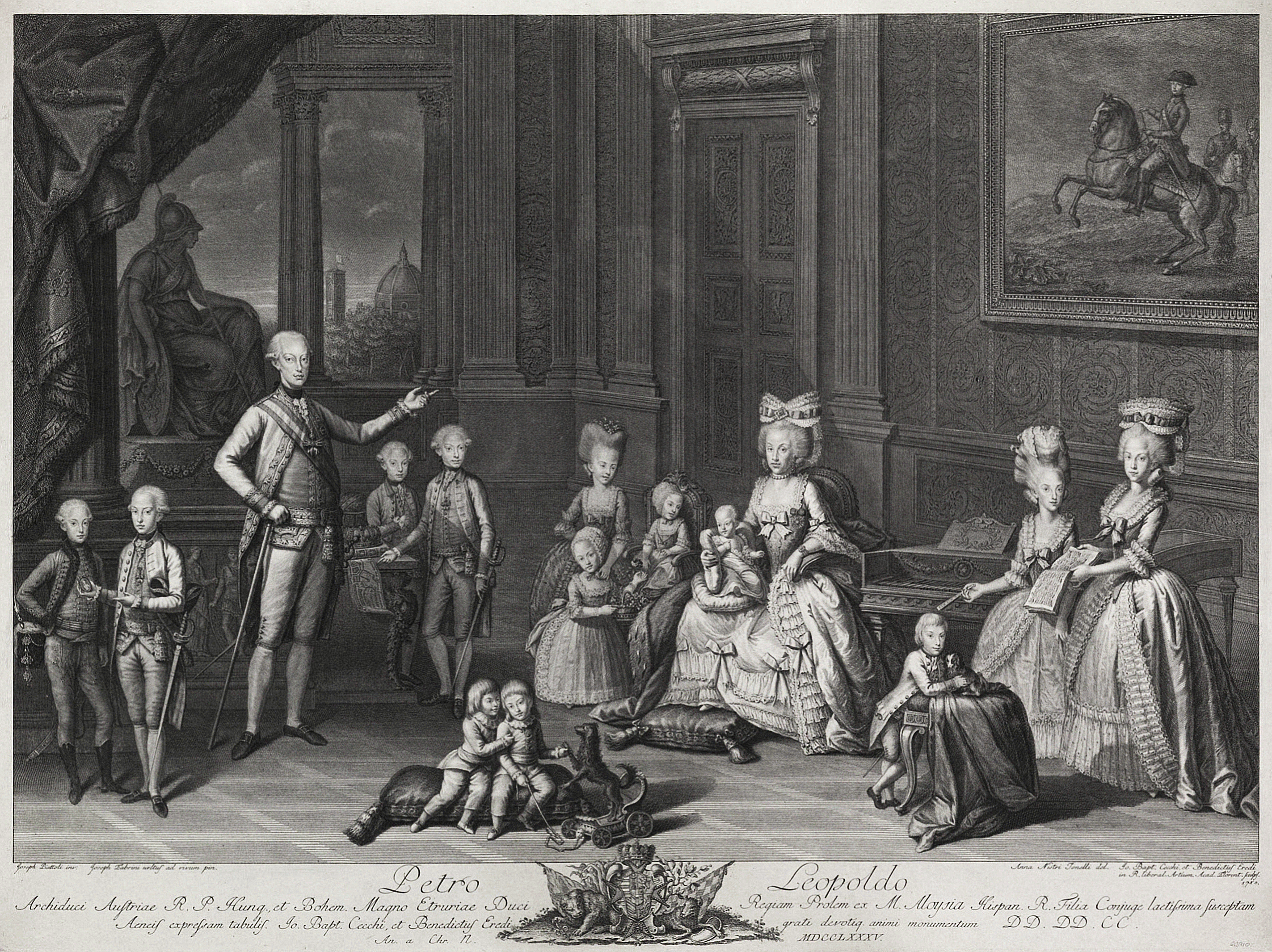
Великий герцог Тосканы Леопольд II Габсбург-Лотарингский и его семья. 1785. Офорт
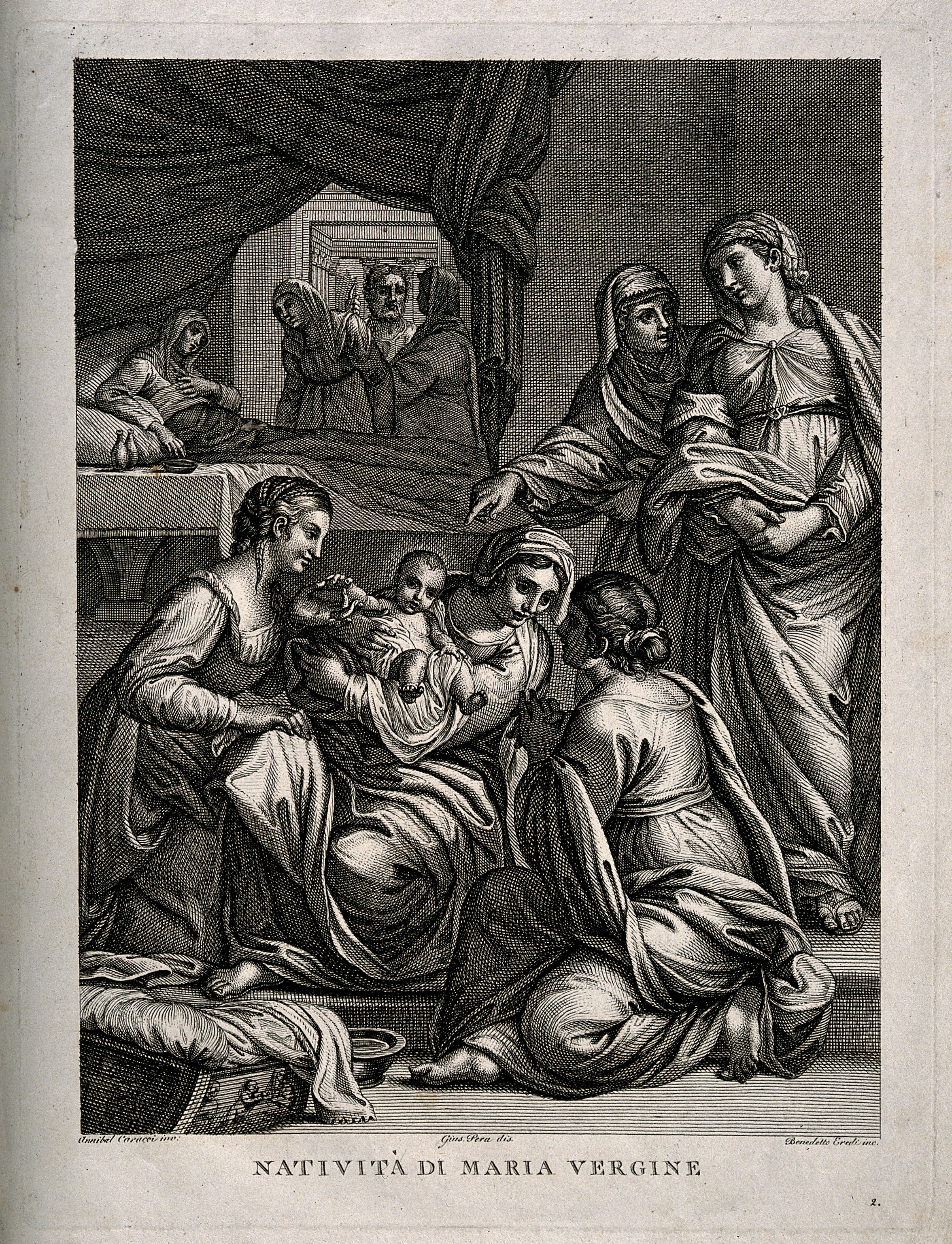
Рождество Марии. По оригиналу А. Карраччи. Гравюра резцом на меди
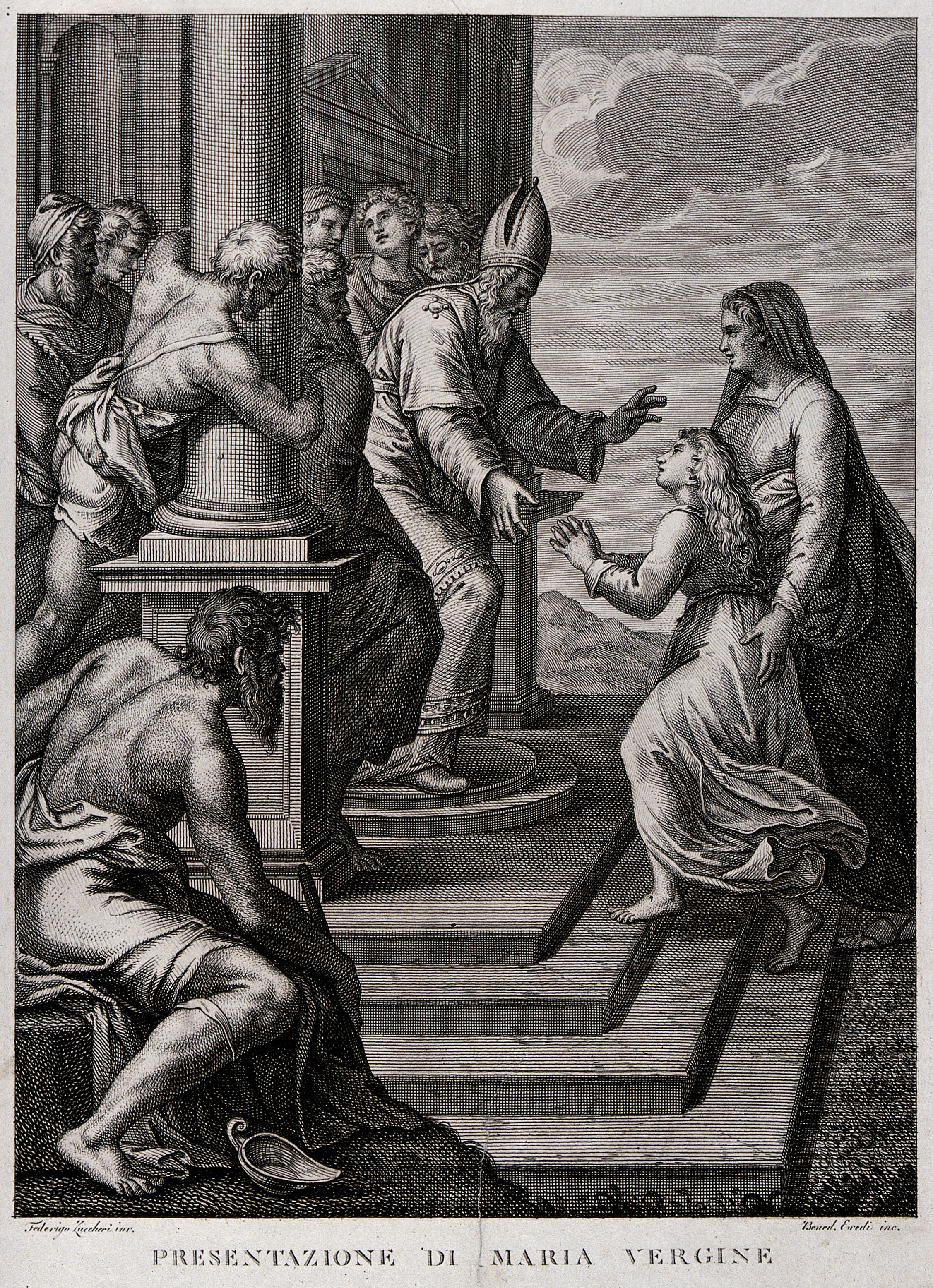
Представление Девы Марии в храме. По оригиналу Ф. Цуккаро. Гравюра резцом на меди
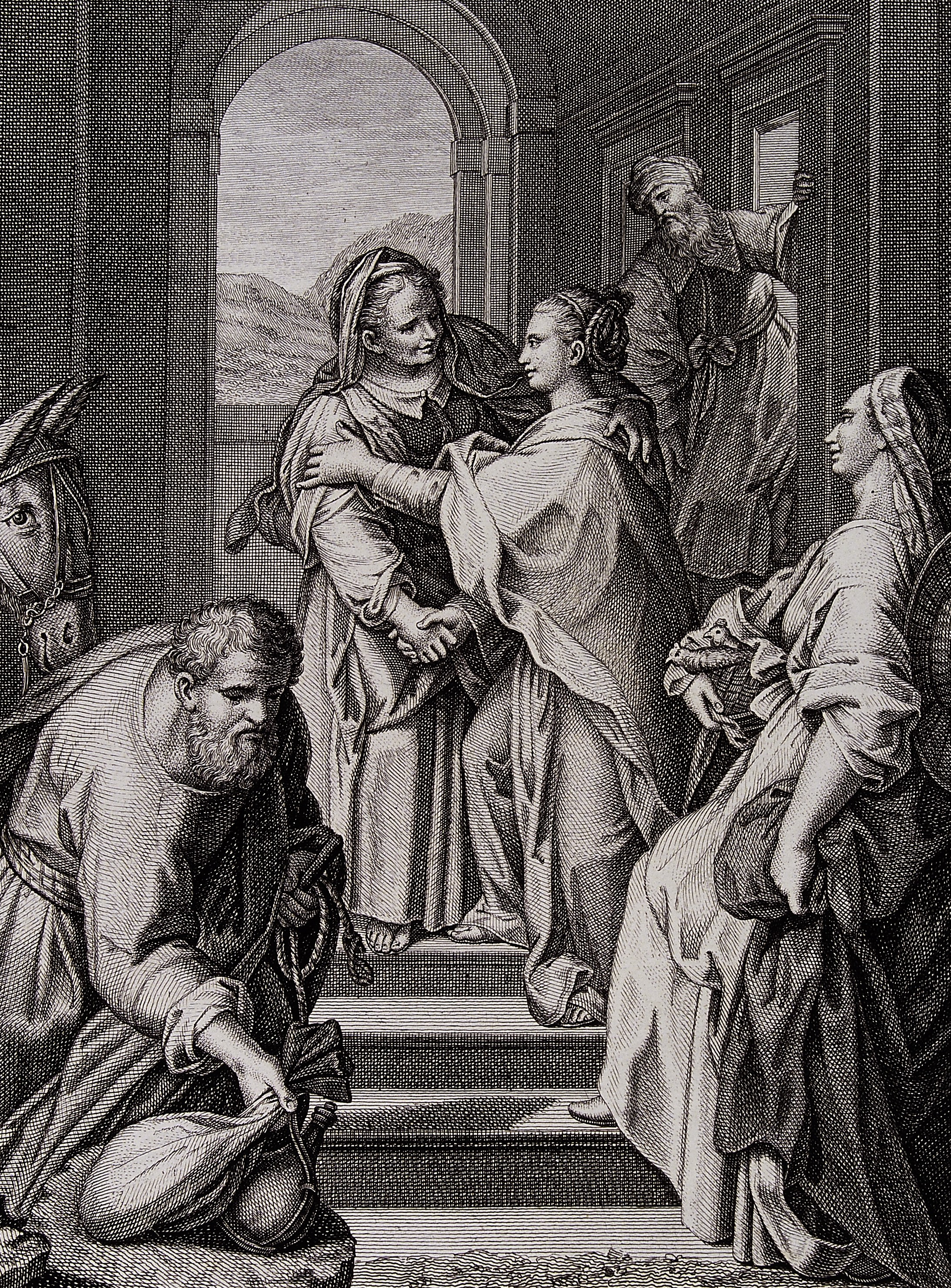
Встреча Марии и Елизаветы. По оригиналу Ф. Бароччи. Гравюра резцом на меди